# Krenyê
Os Krenyê são um grupo indígena que habita o centro do estado Maranhão, 
Vivem em especial na Reserva Indígena Krenyê, no município de Tuntum, além de outros territórios.

## Denominação
Na definição Krenyê, o nome viria do pássaro conhecido pelos não-índios como “periquito jandaia”.
Os Krenyê são classificados como pertencentes ao do tronco linguístico macro-jê e do grupo dos timbiras. 
Os timbiras, por sua vez, se dividem entre os ocidentais na margem esquerda do rio Tocantins (Apinajé, no Tocantins) e orientais na margem direita do rio Tocantins (Gavião Parakateyê no Pará; Gavião Pukobyê, Krikati, Canela, Krenyê, Krepumkateyê, no Maranhão; Krahô, no Tocantins).
No entanto, atualmente falam somente a língua portuguesa.

## História
Os primeiros registros referentes aos Kreniê-Timbira são do início do século XIX, quando o comandante Francisco de Paula Ribeiro, chefe da milícia expedicionária oficial da província do Maranhão, com objetivo de expandir as fronteiras para a exploração agropastoril nos sertões maranhenses,  elaborou relatórios sobre a região centro-sul do estado e os povos timbiras que a habitavam, entre eles os Krenyê na região de Bacabal. 
Francisco de Paula Ribeiro denominou  os “Krenyê de Bacabal” como “Timbira do Baixo Mearim” (1841), juntamente com os povos Pobzé e os Kukoékamekrá.
O etnólogo Nimuendajú mencionou, em 1946, a existência de dois povos distintos denominados como Krenyê, os quais diferenciou em: “Krenyê de Bacabal” e “Krenyê de Cajuapara”, considerando que os Krenyê de Bacabal assemelhavam-se aos Timbira de Araparytiua, e os do Cajuapara pareciam mais com os Krepumkateye e Pukopyê.
No século XIX, os Krenyé foram atraídos para o contorno da Vila Santa Leopoldina, na atual cidade de Bacabal, que objetivava o aldeamento dos Krenyê e dos Pobzé.
No início da década de 1940, uma epidemia de sarampo provocou grande mortalidade entre os Krenyê que habitavam a antiga aldeia da Mangueira na localidade  identificada pelo  grupo  como Pedra do Salgado (no atual município de Vitorino  Freire, antigo povoado de Bacabal), sendo reduzida a uma população de menos de 50 pessoas. A epidemia e conflitos com criadores de gado provenientes do Ceará provocaram a fuga de muitos indivíduos para a mata.
Os Krenyê de Bacabal sofreram um processo de fragmentação e dispersão e se dividiram entre terras dos Tenetehara e Gavião-Pukobyê, além de periferias de algumas cidades como Santa Inês, Barra do Corda e Pindaré-Mirim.
O grupo chegou a ser considerando extinto pelos órgãos oficiais, o que os privou de atendimentos por políticas públicas, e passou por conflitos com outros grupos indígenas e com a população regional, que questionavam a identidade Krenyê.

### Terra Indígena Krenye
Desde 2004, os Krenyê reivindicavam a demarcação de suas terras e luta por reconhecimento de sua identidade étnica, bem como o retorno para a antiga aldeia em Pedra do Salgado.
Em 2009, o grupo fez uma visita a Pedra do Salgado, em Bacabal e identificaram no local as três mangueiras onde os mais velhos faziam os rituais de encontro com os espíritos e que foram plantadas pelo bisavô de umas das lideranças do movimento.
Em 2010, os Krenyê foram expulsos da Terra Indígena Rodeador (onde vivam desde 2003), após conflitos de terra, passando a habitar a periferia da cidade de Barra do Corda, no interior do Maranhão, o que levou a FUNAI a buscar propostas alternativas para a ocupação de terras pelos indígenas.
Com a demora para uma solução, uma ação civil pública proposta pelo Ministério Público Federal determinou que a FUNAI criasse grupo técnico para os estudos de identificação e delimitação da área reivindicada pelos indígenas, em 2013.
Em 2015, a FUNAI publicou edital para aquisição de imóveis na região onde vivam os indígenas. A vistoria dos imóveis contou com a participação de lideranças Krenyê e de membros da Fundação. Foi selecionada a Fazenda Vão Chapéu, no município de Tuntum, com superfície em cerca de oito mil hectares.
Em fevereiro de 2019, foi entregue a escritura da Reserva Krenyê para os indígenas. 
Os Krenyê também podem ser encontrados nas terras indígenas Rio Pindaré, Governador, Canabrava, Geralda Toco Preto e Krikati.